# Gornji Dolac (Horvátország)
Gornji Dolac falu Horvátországban Split-Dalmácia megyében. Közigazgatásilag Omišhoz tartozik.

## Fekvése
Splittől légvonalban 23, közúton 43 km-re keletre, községközpontjától légvonalban 6,  közúton 32 km-re északkeletre, Gornji Poljicán, a mai Poljica, az egykori Poljicai Köztársaság északi részén, a Mosor-hegység északi lábánál fekvő völgyben fekszik. Határában halad át az A1-es autópálya.

## Története
Területe a középkorban része volt a 13. században alapított, úgynevezett Poljicai Köztársaságnak, mely tulajdonképpen egy jelentős autonómiával rendelkező kenézség volt. Poljica kezdetben a horvát-magyar királyok, majd 1444-től a Velencei Köztársaság uralma alá tartozott. Velence nagyfokú autonómiát biztosított a poljicai települések számára. Jogi berendezkedését az 1490-ben kibocsátott Poljicai Statutum határozta meg, mely egyúttal rögzítette határait is. Gornji Dolacot és plébániáját a 15. század végén 1495-ben említik először írásos dokumentumban a felső-poljicai falvak plébániájaként. A plébánia területe akkoriban a Mosor-hegységtől a Cetina szurdokáig terjedő teljes területet felölelte. Poljica 1537-ben került török uralom alá, ahol szintén bizonyos fokú önállóságot élvezett. A moreai háború idején szabadult fel a török uralom alól, melyet 1699-ben a karlócai béke szentesített. Ezután ismét velencei fennhatóság alá tartozott, de autonómiájának valamely szintjét végig megőrizte. Poljica önállóságát 1807-ben a bevonuló napóleoni francia csapatok szüntették meg. Napóleon lipcsei veresége után 1813-ban a Habsburgoké lett. A településnek 1857-ben 401, 1910-ben 504 lakosa volt. 1918-ban az új szerb-horvát-szlovén állam, majd később Jugoszlávia része lett. A háború után a szocialista Jugoszláviához került. 1991 óta a független Horvátországhoz tartozik. Az 1950-es évek óta lakossága folyamatosan csökkent. 2011-ben a településnek 119 lakosa volt.

## Lakosság
| Lakosság változása | Lakosság változása | Lakosság változása | Lakosság változása | Lakosság változása | Lakosság változása | Lakosság változása | Lakosság változása | Lakosság változása | Lakosság változása | Lakosság változása | Lakosság változása | Lakosság változása | Lakosság változása | Lakosság változása | Lakosság változása |
| ------------------ | ------------------ | ------------------ | ------------------ | ------------------ | ------------------ | ------------------ | ------------------ | ------------------ | ------------------ | ------------------ | ------------------ | ------------------ | ------------------ | ------------------ | ------------------ |
| 1857               | 1869               | 1880               | 1890               | 1900               | 1910               | 1921               | 1931               | 1948               | 1953               | 1961               | 1971               | 1981               | 1991               | 2001               | 2011               |
| 401                | 374                | 328                | 474                | 502                | 504                | 587                | 569                | 507                | 530                | 476                | 379                | 234                | 196                | 156                | 119                |

## Nevezetességei
- Szűz Mária Mennybevétele tiszteletére szentelt római katolikus plébániatemploma Gornji Dolac és Srijane határán áll. Cupilli spalatói érsek 1709-ben az egyházlátogatáskor azt írja, hogy a templom újonnan épült, azonban tudható, hogy ekkor csupán a régi templom bővítése történt. 1625-ben Garzadori zárai érsek már említ ezen a helyen egy ugyanilyen titulusú templomot. A templom faragott kövekből épült, legrégibb része a mai sekrestye, mely az északi oldalkápolnából nyílik. Ez a kápolna a szakemberek szerint még a török hódítás előtti időben épült. A templom mai formáját 1934-ben nyerte el, amikor tíz méterrel hosszabbították meg és homlokzatára a harangok szintjén biforámás, felül piramisban végződő harangtornyot építettek. Az épületet 1982-ben megújították, akkor épült a mai kórus és készült el a szembemiséző oltár. A főoltáron látható, Mária mennybevételét ábrázoló kép F. Kayer munkája. A diadalív lábánál külön talapzaton Jézus Szíve és Szűz Mária, a főoltár két oldalán pedig Szent József és Szent Balázs szobrai láthatók. A templomban régi családi sírok találhatók bosnyák felirattal.
- Soliovac nevű településrészén található a Szent Rókus templom,[4] melyet a 17. század végén építettek, mivel Cosmi érsek vizitációjakor már állt. Eredetileg kőből épült, de később kívül és belül kőlapokkal burkolták. Homlokzatán körablak, felül pedig kis harangtorony látható egy haranggal. Fából faragott oltárán Szent Rókus szobra látható. A templomot fallal kerítették.